# جهان‌آباد سفلی (گرگان)
جهان‌آباد سفلی، روستایی است از توابع بخش بهاران شهرستان گرگان در استان گلستان بین روستاهای جهان‌آباد علیا –بلبل تپه قرار دارد و از راه مرزنکلاته فاصله تا گرگان حدود ۲۸ کلیومتر و فاصله تا آق‌قلا از راه عثمان‌آباد حدود ۱۷ کیلومتر می‌باشد. اقای مرحوم محمد بلوچی یکی از بنیانگذاران روستا می‌باشد

## جمعیت
این روستا در دهستان قرق قرار داشته و براساس سرشماری سال ۱۳۸۵جمعیت آن ۱٬۱۸۳نفر (۲۸۸خانوار) بوده‌است. که تعداد ۱۰ خانوار بلوچ ۲۷۰خانوار سیستانی و۱۸ خانوار کاشمری هستند.